# Francesco Salviati (malarz)

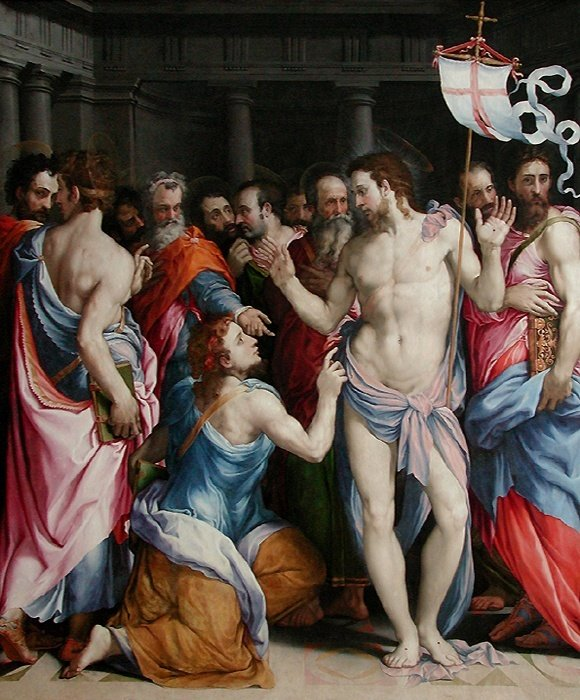
Francesco Salviati, Niedowiarstwo św. Tomasza (1543-47)

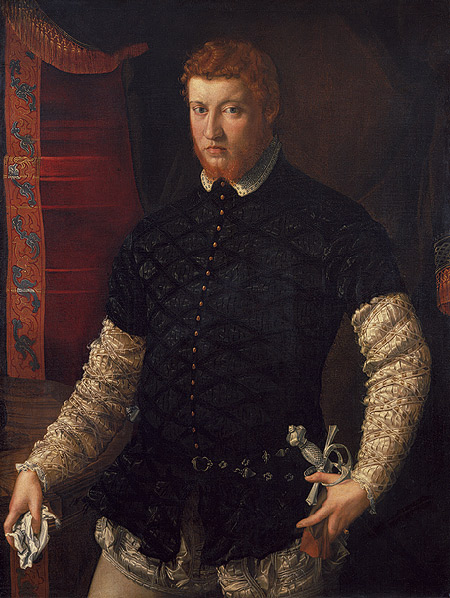
Francesco Salviati, Portret mężczyzny (1540-50)

Francesco Salviati lub Cecchino Salviati, właśc. Francesco de' Rossi (ur. w 1510 we Florencji, zm. 11 listopada 1563 w Rzymie) – włoski malarz okresu manieryzmu.
Był uczniem m.in. Andrei del Sarto. Ok. 1531 udał się do Rzymu, gdzie wstąpił na służbę do kardynała Salviatiego, od którego przejął nazwisko. Działał także w Wenecji, Parmie, Bolonii i Florencji. W l. 1556-57 przebywał w Fontainebleau. Przyjaźnił się z Giorgiem Vasarim.
Malował liczne freski w kościołach i pałacach, obrazy ołtarzowe i portrety. Projektował też tapiserie i wykonywał dekoracje teatralne. Głównym jego dziełem są freski przedstawiające historię tyrana Furiusza Camillusa w Palazzo Vecchio we Florencji (1543-45), pomyślane jako alegoria rządów Kosmy Medyceusza.

## Wybrane dzieła
- Caritas (ok. 1545), 156 x 122 cm, Galeria Uffizi, Florencja
- Chrystus niosący krzyż, 65 x 45 cm, Galeria Uffizi, Florencja
- Niedowiarstwo św. Tomasza (1543-47), 275 x 234 cm, Luwr, Paryż
- Opłakiwanie (1539-41), 322 x 193 cm, Pinakoteka Brera, Mediolan
- Portret mężczyzny (1540-50), 122 x93 cm, Metropolitan Museum of Art, Nowy Jork
- Ranuccio Farense w wieku 12 lat, 20 x 14 cm, Gemäldegalerie, Berlin
- Trzy Parki (ok. 1545), 83 x 61 cm, Pałac Pitti, Florencja